# System Formulet Bubcom 80
System Formulet Inc. BUBCOM 80 (BUBCOM 80) је професионални рачунар фирме System Formulet Inc. који је почео да се производи у Јапану током 1980. године.
Користио је Zilog Z80 + Motorola 6809A микропроцесорску јединицу а РАМ меморија рачунара је имала капацитет од 64 KB. 
Као оперативни систем кориштен је опциони CP/M.

## Детаљни подаци
Детаљнији подаци о рачунару BUBCOM 80 су дати у табели испод.
|                       |                                                                                       |
| [ 1 ]                 |                                                                                       |
| Произвођач            |                                                                                       |
| Тип                   | професионални рачунар                                                                 |
| Меморија              | 64 KB                                                                                 |
| Поријекло             | Јапан                                                                                 |
| Година                | 1980                                                                                  |
| Тастатура             | тастатура са пуним помаком тастера са нумеричким и едит тастерима, функцијски тастери |
| Процесор              |                                                                                       |
| Фреквенција процесора |                                                                                       |
| RAM                   | 64 KB                                                                                 |
| ROM                   | непознато                                                                             |
| Текст                 | 80 x 24 ?                                                                             |
| Графика               | непознато                                                                             |
| Боја                  | да                                                                                    |
| Звук                  | непознато                                                                             |
| Димензије             | 46,4 (ширина) x 28,8 (дубина) x 22,3 (висина) / 18 фунти                              |
| Портови               |                                                                                       |
| Оперативни систем     | опциони                                                                               |